# Zombie Zombie
Zombie Zombie ist ein französisches Elektropop-Duo, bestehend aus den Mitgliedern Cosmic Neman und Etienne Jaumet. Zombie Zombie reinterpretiert u. a. die Songs von John Carpenter und nutzt dabei klassische elektronische Instrumente wie das Theremin.

## Geschichte
Das Projekt wurde 2006 gestartet und debütierte mit der EP Zombie Zombie auf dem Label Boomboomtchak Records. Das Debütalbum A Land for Renegades erschien 2008 bei Versatile Records.
Cosmic Neman ist als Neman Herman Düne auch Mitglied der Band Herman Dune.

## Diskografie
| Jahr | Titel                                       | Format    | Label                 |
| ---- | ------------------------------------------- | --------- | --------------------- |
| 2006 | Zombie Zombie EP                            | 12" Maxi  | Boomboomtchak Records |
| 2007 | Driving This Road Until Death Sets You Free | 12" Maxi  | Versatile Records     |
| 2008 | A Land for Renegades                        | Album     | Versatile Records     |
| 2008 | Dog Walker                                  | 12" Maxi  | Versatile Records     |
| 2010 | Zombie Zombie Plays John Carpenter          | Album     | Versatile Records     |
| 2011 | Nothing to Say / Dream Baby Dream           | 7" Single | Pop In Records        |
| 2012 | Rituels D’Un Nouveau Monde                  | Album     | Versatile Records     |
| 2012 | Rocket Number 9 EP                          | 12" Maxi  | Versatile Records     |
| 2013 | Illuminations EP                            | 12" Maxi  | Versatile Records     |